# 董繼祖
董繼祖（1535年—1618年），字承芳，號龍陽，河南河南府洛陽縣人，民籍，明朝政治人物。進士出身。

## 生平
隆慶四年（1570年）庚午科河南鄉試第四十八名舉人，萬曆二年（1574年）甲戌科三甲進士。授河間府推官。以考察左遷曹州判官，尋補山東滋陽知縣，丁父憂歸。服闋，補稷山令，以品望，調繁清源縣，丁母憂。復補鹽城令，辭官歸鄉。卒年八十四。

## 家族
曾祖董欽；祖父董源；父董策，壽官。祖母李氏，旌表貞節。前母楊氏；母侯氏。具慶下。弟董紹祖。二子：董經、董綸。